# Sikorsky S-58

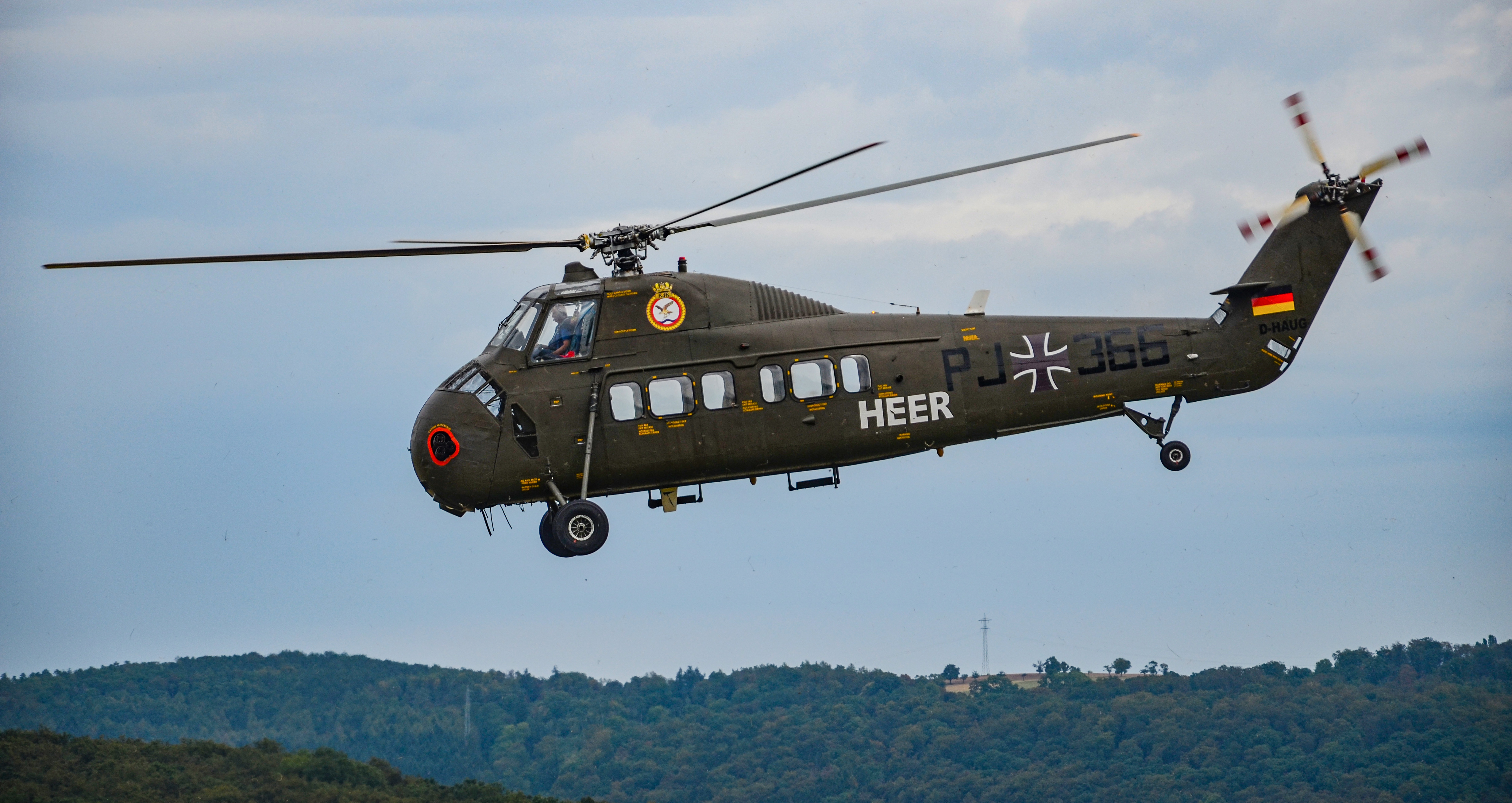
Sikorsky S-58C

Der Sikorsky S-58 war ein US-amerikanischer U-Jagd- und Transporthubschrauber mit Kolbentriebwerk. Bei den Luftstreitkräften der Vereinigten Staaten wurde der S-58 ab 1962 einheitlich als H-34 bezeichnet. Mit einer Besatzung von zwei Mann konnte die Transportversion bis zu 16 Passagiere oder 1350 kg Fracht oder im Ambulanzeinsatz acht Verwundete auf Tragen befördern.

## Aufbau
Der S-58 war ein Hubschrauber in Haupt-/Heckrotorkonfiguration. Der Rumpf war in Ganzmetall-Halbschalenbauweise gefertigt. Vor dem Laderaum war – durch ein Brandschott abgetrennt – der gebläsegekühlte Neunzylinder-Sternmotor unter einer kuppelförmigen Verkleidung montiert, die sich nach links und rechts aufklappen ließ.
Der Motor war mit der Abtriebswelle schräg nach hinten oben geneigt eingebaut. Die Kühlluft wurde im oberen Segment zwischen Motorraum und dem Cockpit durch eine Reihe vergitterter Öffnungen aus einem Zwischenraum angesaugt und konnte durch Öffnungen unten an der Motorverkleidung wieder austreten. Die Antriebsleistung wurde durch eine entsprechend der Motorneigung schräg nach hinten oben laufende Welle unter den Pilotensitzen hindurch auf das Hauptgetriebe übertragen, das unmittelbar hinter der Pilotenkanzel und oberhalb des Laderaums montiert war. Auf der Abtriebswelle des Motors war eine Hydrodynamische Kupplung angeordnet, die zum lastlosen Anlassen des Motors und zum ruckfreien Beschleunigen des Rotorsystems diente. Im gleichen Kupplungsgehäuse war noch ein fliehkraftgesteuerter Klemmrollen-Freilauf vorhanden, der ab einer bestimmten Motordrehzahl die ölhydraulische Anfahrkupplung überbrückte und einen starren Durchtrieb zwischen Motor und Hauptrotorgetriebe herstellte. Der Klemmrollenfreilauf war gleichzeitig der Autorotationsfreilauf im Falle eines Motorausfalls.
Der S-58 hatte einen vierblättrigen Hauptrotor, der in der Draufsicht linkslaufend war. Die Rotorblätter waren im symmetrischen Profil NACA 0012 ausgeführt. Der ebenfalls vierblättrige Heckrotor befand sich auf der linken Seite des hochgelegten Teils des Heckauslegers.
Sowohl die Hauptrotorblätter als auch der Heckausleger waren zum Einsatz auf Trägerschiffen und zum Transport faltbar. Das Cockpit war in einer erhöhten Position über dem Laderaum angeordnet. Das feststehende Fahrwerk bestand aus einem breitspurigen, gefederten Hauptfahrwerk mit freiliegender Verstrebung vorne auf Höhe des Cockpits und einem Spornrad hinten. Die Frachttür war rechts, der Auspuff links angeordnet.

## Geschichte

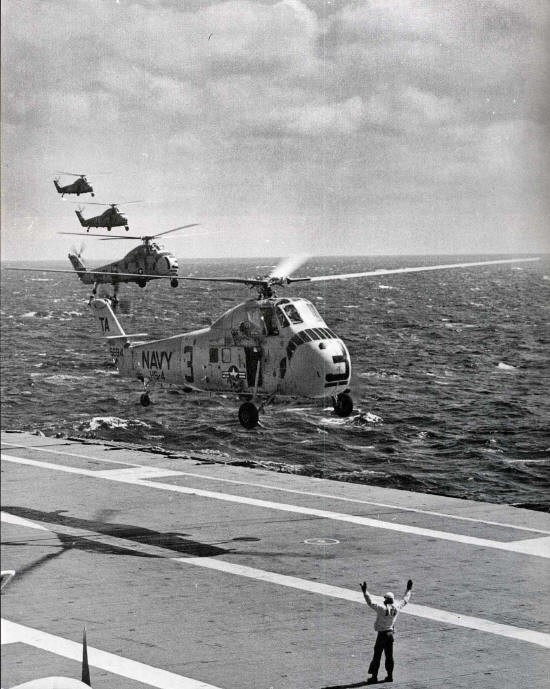
SH-34J auf der Yorktown 1960

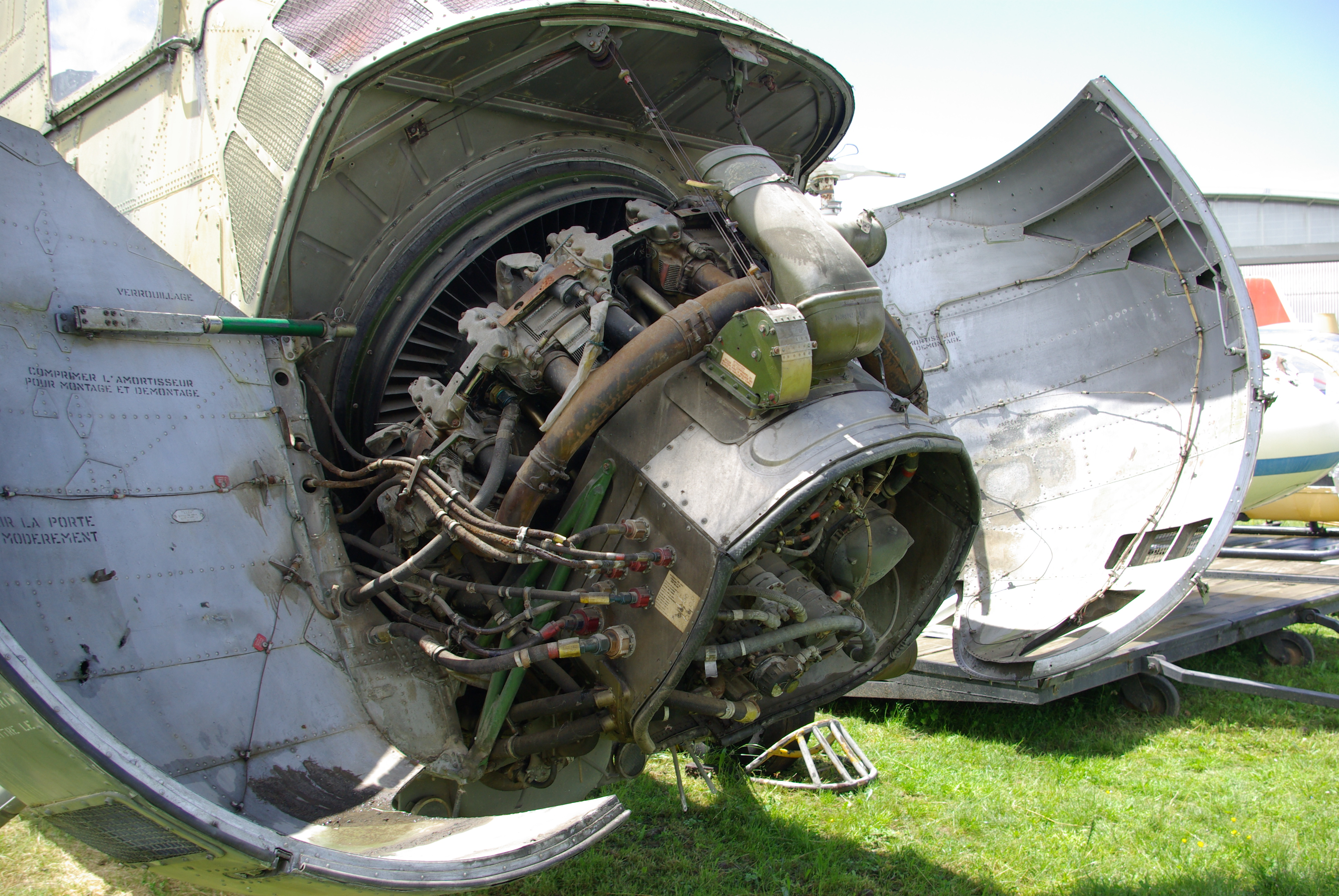
Geöffnete Bugnase mit Sternmotor

Im Jahr 1950 hatte die United States Navy den Sikorsky S-55 in Dienst gestellt, der das Potential von Hubschraubern bei der U-Boot-Jagd zeigte. Im Jahr 1953 wurde deshalb ein Helikopter in Auftrag gegeben, der den S-55 ersetzen sollte. Gefordert wurden eine größere Reichweite, eine höhere Waffenzuladung und die Ausrüstung mit einem Tauchsonar. Sikorsky reagierte mit dem Prototyp XHSS-1, der am 8. März 1954 in Bridgeport, Connecticut erstmals abhob. Die Bauweise ähnelte der S-55, jedoch war die S-58 deutlich größer.
Bereits am 20. September startete das erste Serienmodell der S-58. Der U-Jagd-Hubschrauber der U.S. Navy erhielt die Bezeichnung HSS-1 Seabat. Die Version als Transporthubschrauber kam ab 1955 bei der United States Army als H-34A Choctaw zum Einsatz, und ab 1957 beim United States Marine Corps als HUS-1 Seahorse. Im Jahr 1962 wurde das Bezeichnungssystem vereinheitlicht und die S-58 wurde einheitlich als H-34 bezeichnet. Die U-Jagd-Versionen wurden in SH-34 umbenannt, die Army flog von nun an den CH-34 und das Marine Corps den UH-34.
Die im Vietnamkrieg eingesetzten – zu dieser Zeit neuartigen – Hubschraubertaktiken erforderten universell einsetzbare Maschinen, ein Kriterium, das die Bell UH-1 sicher erfüllte. Dennoch wurde ein mittlerer Transporthubschrauber als Truppen- und Verwundetentransporter benötigt. Diese Rolle übernahm zu einem großen Teil die S-58. Die verwendeten Sternmotoren waren eigentlich schon bei der Einführung der S-58 nicht mehr Stand der Technik; so wurden einige Versionen später mit Doppelturbinen des Typs Pratt & Whitney PT6T Turbo Twin Pac ausgestattet. Von diesem Hubschraubertyp wurden insgesamt etwa 2800 Einheiten produziert: 1901 Stück hatte allein Sikorsky hergestellt, der Rest verteilt sich auf Lizenznehmer aus aller Welt, darunter Westland Aircraft aus Großbritannien mit 356 Exemplaren des Wessex.
Bei der deutschen Bundeswehr wurden 145 Exemplare als H-34G eingesetzt.
Im zivilen Bereich wurden von der staatlichen belgischen Fluggesellschaft Sabena ab September 1953 bis 1966 zunächst mehrere SH-55, später dann aber SH-58 eingesetzt, um vom zentralen Heliport Allée Verte in Brüssel Helikopterlinien für Passagiere zwischen Belgien, den Niederlanden, Frankreich und Deutschland (mit Heliports in Dortmund, Duisburg, Köln und Bonn) zu unterhalten.

## Militärische Versionen

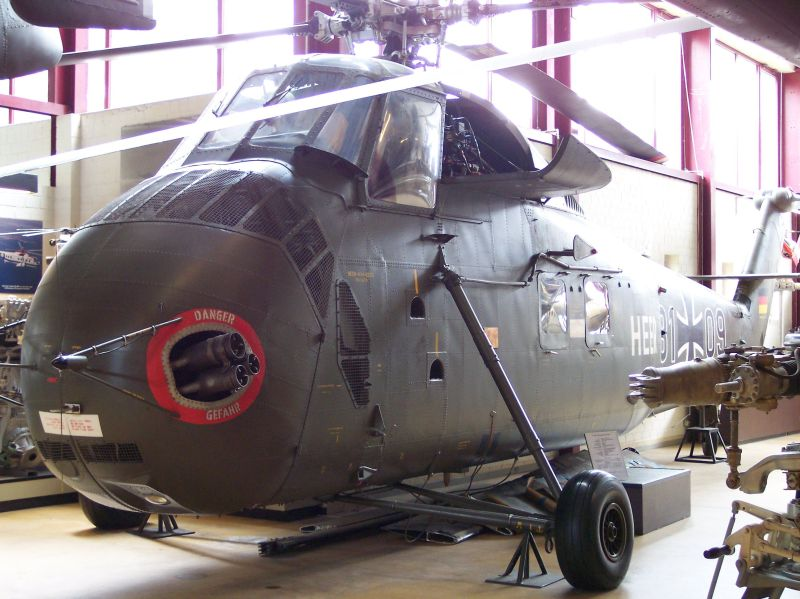
H-34 GIII der Heeresflieger im Hubschraubermuseum Bückeburg

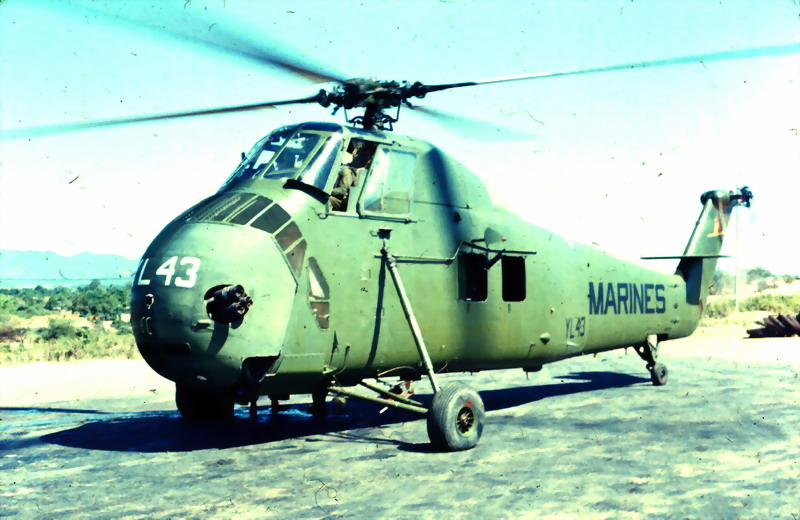
UH-34D des U.S. Marine Corps

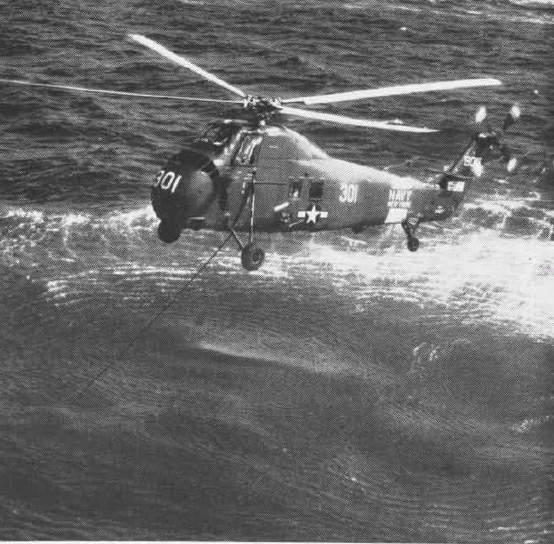
SH-34G mit Tauchsonar

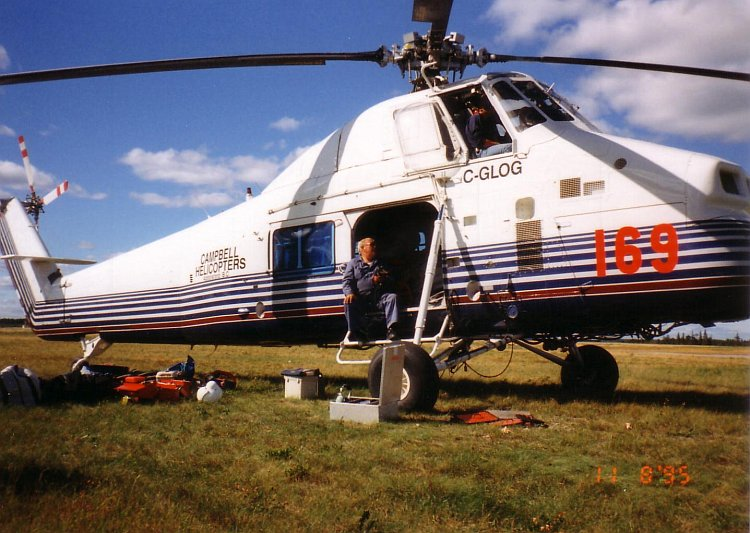
S-58T

CH-34A Choctaw
Transportversion der HSS-1 der U.S. Navy für die U.S. Army mit 1.525 PS R-1820-84-Motor. 359 wurden gebaut und 21 wurden von der US Navy übernommen (vor 1963 H-34A).
JH-34A
zur Waffenerprobung umgebaute H-34A
VH-34A
zu VIP-Transportern umgebaute H-34A
CH-34B
in Details verbesserte H-34A (vor 1962 H-34B)
CH-34C
modifizierte H-34A (vor 1962 H-34C)
JH-34C
zur Waffenerprobung umgebaute CH-34C
VH-34C
zu VIP-Transportern umgebaute CH-34C
HH-34D
Bezeichnung für H-34, die mit Seriennummern der U.S. Air Force im Rahmen des Military Assistance Program für befreundete Staaten gebaut wurden.
H-34GH-34 der Bundeswehr
UH-34D Seahorse
Transporthubschrauber des U.S. Marine Corps, 462 wurden gebaut (vor 1962 HUS-1)
LH-34D
vier für den Einsatz in der Antarktis ausgerüstete UH-34 (vor 1962 HUS-1L)
VH-34D
sieben als VIP-Transporter umgebaute UH-34D (vor 1962 HUS-1Z)
UH-34E
40 mit aufblasbaren Schwimmkörpern ausgerüstete UH-34D (vor 1962 HUS-1A)
HH-34F
Rettungshubschrauber für die United States Coast Guard, sechs wurden gebaut (vor 1962 HUS-1G)
YSH-34G Seabat
drei Prototypen für die US Navy (vor 1962 YHSS-1)
SH-34G
U-Jagd-Version, 215 wurden gebaut (vor 1962 HSS-1)
SH-34H
eine mit YT-58-GE-Triebwerken ausgerüstete SH-34G (vor 1962 HSS-1F)
YSH-34J
Prototyp einer Allwetter-U-Jagd-Version mit verbesserter Avionik und Autopilot, Umbau aus SH-34G (vor 1963 YHSS-1N)
SH-34J
Serienversion der YSH-34J, 167 wurden gebaut, 75 wurden analog der CH-34C für die Bundeswehr gebaut (vor 1962 HSS-1N)
UH-34J
zu Trainings- oder Transporthubschraubern umgebaute SH-34J ohne U-Jagd-Ausrüstung
HH-34J
zu Rettungshubschraubern für die US Air Force umgebaute SH-34J
VH-34J
zu VIP-Transportern umgebaute SH-34J
Westland Wessex
Lizenzbauten und Weiterentwicklungen

## Militärische Nutzer
- Argentinien
- Australien
- Belgien
- Brasilien
- Chile
- Costa Rica
- Frankreich
  - Französisches Heer
  - Marine Nationale
- Deutschland
  - Deutsche Luftwaffe
  - Deutsches Heer
  - Deutsche Marine
- Griechenland
- Haiti
- Indonesien
- Italien
- Iran
- Israel
- Japan
  - Meeresselbstverteidigungsstreitkräfte
  - Küstenwache
- Kambodscha
- Kanada
- Katanga: 2[2]
- Laos
- Niederlande
- Nicaragua
- Philippinen
- Peru
- Taiwan
- Südvietnam: 34 CH-34
- Spanien
- Türkei
- Thailand
- Uruguay
- Vereinigte Staaten
  - United States Air Force
  - United States Army
  - United States Marine Corps
  - U.S. Navy
  - United States Coast Guard

## Zwischenfälle
- Einer der beiden schwersten Zwischenfälle im zivilen Einsatz ereignete sich am 27. Juli 1960: Ein Sikorsky S-58C der US-amerikanischen Chicago Helicopter Airways stürzte nach dem Bruch eines Rotorblattes in Chicago (USA) ab. Alle elf Fluggäste sowie die beiden Piloten kamen ums Leben (siehe auch Chicago-Helicopter-Airways-Flug 698).

## Technische Daten UH-34D

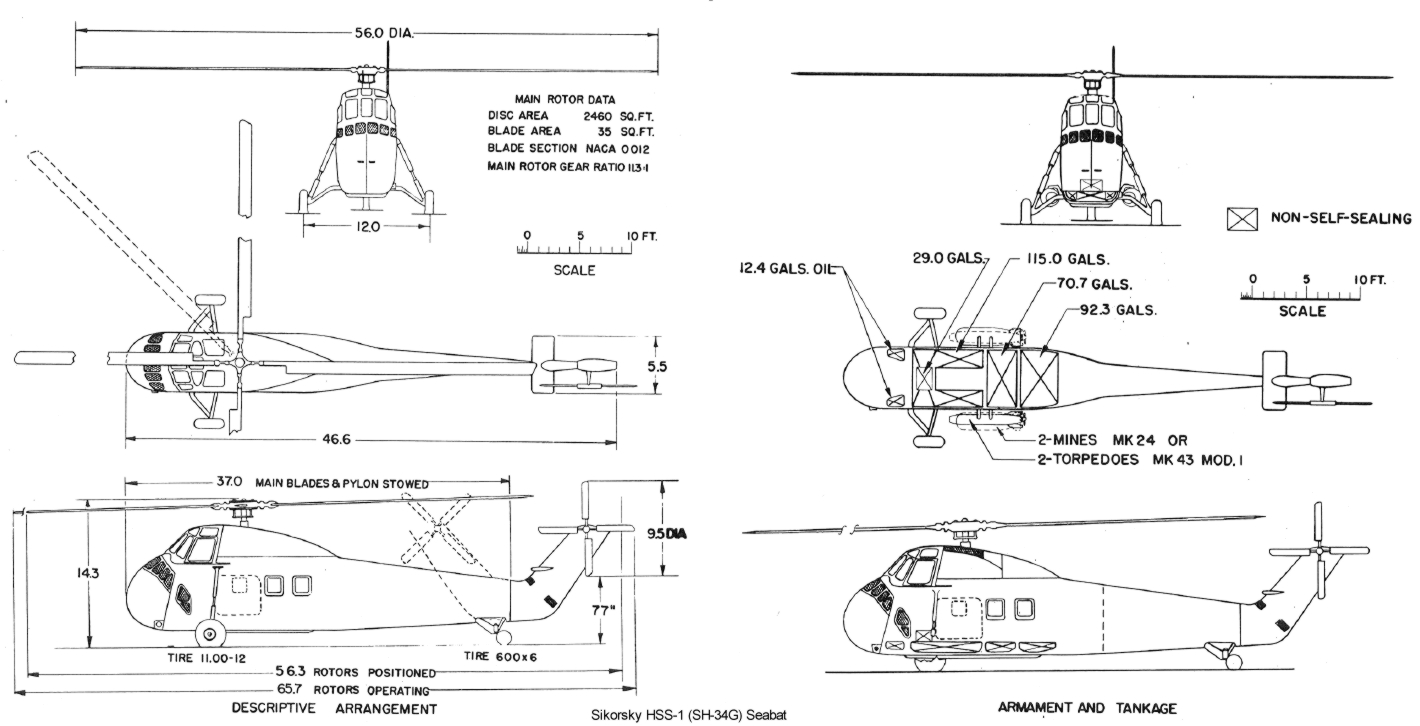
Seitenriss einer SH-34G

| Kenngröße                             | Daten                                                  |
| ------------------------------------- | ------------------------------------------------------ |
| Hersteller                            | Sikorsky Aircraft Corporation                          |
| Besatzung                             | 2                                                      |
| Passagiere                            | 12–18                                                  |
| Rotordurchmesser                      | 17,07 m                                                |
| Rumpflänge                            | 14,25 m                                                |
| Länge über alles                      | 20,00 m                                                |
| Höhe                                  | 4,86 m                                                 |
| Rüstmasse                             | 3815 kg                                                |
| Startmasse                            | 6050 kg                                                |
| Besatzung                             | 2                                                      |
| Höchstgeschwindigkeit                 | 216 km/h                                               |
| Schwebeflughöhe mit Bodeneffekt       | 1496 m                                                 |
| Schwebeflughöhe außerhalb Bodeneffekt | 734 m                                                  |
| Dienstgipfelhöhe                      | 2925 m                                                 |
| Reichweite                            | 450 km                                                 |
| Triebwerk                             | 1 Wright R-1820-84D-Sternmotor mit 1121,6 kW (1525 PS) |

## Bewaffnung
An den seitlichen Aufhängungen können Waffenbehälter angebracht werden. In den Türen und Fenstern sind Lafettierungen für bewegliche Maschinengewehre montierbar.
- Intern (auf einer schwenkbaren Drehkugellafette montiert):
  - 1× 7,62-mm-Maschinengewehr U.S. Ordnance M60A mit mehreren Gurtkästen zu je 100 Schuss Munition
- Extern (Ungelenkte Luft-Boden-Raketen auf zwei Außenlastträgern):
  - 2× XM-4-Waffensystem bestehend aus 1× Raketen-Rohrstartbehälter für mehrere ungelenkte FFAR-Luft-Boden-Hydra-Raketen; Kaliber 70 mm / 2,75 inch
  - 2× TK-1-Waffensystem bestehend aus
    - 2× 7,62-mm-Maschinengewehr U.S. Ordnance M60C mit 500 Schuss Munition und
    - 1× Raketen-Rohrstartbehälter für 19× ungelenkte FFAR-Luft-Boden-Hydra-Raketen; Kaliber 70 mm / 2,75 inch

## Auftritte in Film und Fernsehen
- Auf Screaming Mimi wird ein rosafarbener S-58T in der Fernsehserie Trio mit vier Fäusten getauft.
- Auftritt eines S-58 C im Fernsehfilm zur Sturmflut 1962: Die Maschine PJ-366 (D-HAUG) der Meravo Luftreederei, die extra für die RTL-Dreharbeiten ins Kleid der Heeresflieger umlackiert wurde, ist die einzige noch flugfähige ihres Typs in Europa. Sie wurde 2023 an die Flying Bulls abgegeben und auf N869RB umgekennzeichnet.[3]
- Eine Maschine mit der Kennung D-HAUE ist in Episode 9 (Hermännchen) von Heimat – Eine deutsche Chronik von Edgar Reitz (1984) zu sehen.
- In der Fernsehserie Funkstreife Isar 12 aus dem Jahr 1963 ist in der Folge 27 eine Maschine der Bundeswehr mit der ungewöhnlichen Kennung PH-270 zu sehen. Diese Kennung war aber in den Aufbaujahren der Bundeswehr üblich. Bei dem Hubschrauber handelt es sich um einen H-34G I der Heeresfliegerstaffel 8 (Gebirge).
- In Folge 31 der Serie Das Kriminalmuseum wird ein S-58-Helikopter des Heeres (PH-262, ebenfalls von der Heeresfliegerstaffel 8 Gebirge) zur Rettung eines abgestürzten Bergsteigers eingesetzt.
- In der 1. Staffel Folge 4 der Serie Z Nation ist ein beschädigter S-58 der United States Army zu sehen.
- In der 8. Episode der 16. Staffel von Mythbusters ist der Helicopter „Big Dawg“, ein S-58ET, zu sehen.
- In der Schlussszene des Beatles-Films A Hard Day's Night wird ein S-58 der BEA eingesetzt, um die Band und Paul McCartneys „Großvater“ vom Konzertsaal wegzubringen.
- Im Film Full Metal Jacket sind in mehreren Szenen S-58 der Marines zu sehen. Tatsächlich wurden umgezeichnete Westland Wessex, erkennbar an den Turbineneinlässen auf der rechten Seite, eingesetzt.
- In der Serie Airwolf (1. Staffel Folge 4 – Mit Speck fängt man Mäuse – Bite Of The Jackal) fliegt Dominic Santini diesen Hubschrauber